# Hermann Riediger
Hermann Riediger (* 1898; † 1988) war ein preußischer Landrat.

## Leben
Riediger war promoviert. Nach der Machtübergabe an die Nationalsozialisten wurde er 1933 kommissarischer Nachfolger des abgelösten Landrates Friedrich Seemann (SPD) in Sangerhausen. 1934 erfolgte dann seine endgültige Ernennung. Im preußischen Landkreis Sangerhausen des Regierungsbezirkes Merseburg der Provinz Sachsen wirkte er bis zum Ausbruch des Zweiten Weltkrieges. Im besetzten Polen wurde er als Regierungsvizepräsident in Posen eingesetzt. Sein kommissarischer Nachfolger in Sangerhausen wurde Hans Müllenbrock. Von 1942 bis 1945 wirkte er in Litzmannstadt, wo er vertretungsweise das Amt des Regierungspräsidenten wahrnahm.